# Князев, Кирилл Леонидович
Кирилл Леонидович Князев (9 июня 1983, Ижевск, Удмуртская АССР, СССР) — российский хоккеист. Хоккейный агент.
Воспитанник хоккейной школы «Ижсталь». Завершил карьеру в 2018 году. В 2020 году, с 14 февраля по 30 марта, занимал должность спортивного директора новокузнецкого «Металлурга».

## Статистика
```
                                            --- Регулярный сезон---   ---- Плей-офф ----

Сезон   Команда                      Лига     И   Г   ГП   О  Штр +/-   И   Г   ГП О Штр
--------------------------------------------------------------------------------------
1999-00  Ижсталь-2 (Ижевск)           ПЛ     39   2    2   4  12        -   -   -  -  -
2002-03  Ижсталь (Ижевск)             ВЛ     52  16   11  27  22        -   -   -  -  -
2003-04  Ижсталь-2 (Ижевск)           ПЛ      1   0    1   1   2        -   -   -  -  -
2003-04  Ижсталь (Ижевск)             ВЛ     57  12   10  22  36        5   3   0  3  2
2004-05  Ижсталь (Ижевск)             ВЛ     50  11   11  22  47        4   0   1  1  2
2005-06  Салават Юлаев-2 (УФа)        ПЛ      8   5    4   9   2        -   -   -  -  -
         Салават Юлаев (Уфа)          ЧР     10   0    1   1   0        -   -   -  -  -
         Юность (Минск)               ЧБ     24   8   10  18  16        -   -   -  -  -
2006-07  Торос (Нефтекамск)           ВЛ     55  28   17  45  20        -   -   -  -  -
2007-08  Спартак (Москва)             ЧР     47   4    4   8  18        5   0   1  1  4
         Спартак-2 (Москва)           ПЛ      3   2    4   6   0        -   -   -  -  -
2008-09  Спартак (Москва)            КХЛ     55  11   13  24  34   0    6   1   1  2  0
2009-10  Спартак (Москва)            КХЛ     56  21   10  31  28   0   10   1   0  1  0
2010-11  Спартак (Москва)            КХЛ     51   8    3  11  33  -10   2   1   0  1  0
2011-12  АК Барс (Казань)            КХЛ     11   0    1   1   6   0    -   -   -  -  -
         Нефтехимик (Нижнекамск)     КХЛ     31   4    5   9  18  -4    -   -   -  -  -
2012-13  Динамо (Москва)             КХЛ     23   2    4   6  20  -1    3   0   0  0  0
2013-14  Югра (Ханты-Мансийск)       КХЛ     52   8    2   10 30  -11   -   -   -  -  -
2014-15  Югра (Ханты-Мансийск)       КХЛ     6    0    1   1   2   2    -   -   -  -  - 
2014-15  Торпедо(Нижний Новгород)    КХЛ     26   2    3   5  10   2    1   0   0  0  0
2015-16  Ижсталь (Ижевск)            ВХЛ     28  10   10  20  16   8    -   -   -  -  -
2015-16  Автомобилист (Екатеринбург) КХЛ      0   0    0   0   0   0    -   -   -  -  -
--------------------------------------------------------------------------------------

         КХЛ Всего                          311  56   38  90 155       22   5   1  6  4
         Чемпионат России Всего              57   4    5   9  18        5   0   1  1  4 
         Высшая Лига Всего                  242  77   59 136 141        9   3   1  4  4
         Первая Лига Всего                   50   9   10  19  14        -   -   -  -  -
         Чемпионат Белоруссии Всего          24   8   10  18  16        -   -   -  -  -
--------------------------------------------------------------------------------------

```

## Достижения
- Обладатель Кубка Мэра Москвы (2009)
- Третье место на Кубке Мэра Москвы (2010)
- Участник Кубка Шпенглера (2010)
- Чемпион Белоруссии (2006)
- Участник Евротура (2010)
- Второе место на Кубке Мэра Москвы (2008)
- Обладатель Кубка Федерации России (2003)
- Обладатель Кубка Гагарина (2013)